# Piast
Piast (auch Piast der Rademacher, polnisch Piast Kołodziej; † um 870) war nach Gallus Anonymus ein Fürst der Polanen im 9. Jahrhundert nach dem Sturz des Popiel.

## Leben
Piast gilt in der Historiographie als der legendäre Stammvater der polnischen Piasten-Dynastie.
Es gibt zwei wichtige Quellen zur Geschichte um Piast, die aus den wichtigsten Chroniken des polnischen Mittelalters stammen. Laut Gallus Anonymus kamen zwei Gäste, möglicherweise Engel, nach Gnesen, um an einem Fest teilzunehmen, das der örtliche Fürst Popiel veranstaltete. Da sie von den ungastlichen Bürgern von Gnesen nicht zu dem Fest zugelassen wurden, folgten die geheimnisvollen Gäste einer Einladung zu einem anderen, bescheideneren Fest in der Hütte eines armen Ackerbauern: Piast, Sohn von Chościsko, und seiner Frau Rzepka, anlässlich des Fests der ersten Haarschneidung seines Sohnes Siemowit. Piast soll dabei vor seinem Haus gesessen sein und ein Wagenrad gebaut haben. Die dankbaren Gäste vermehrten auf wundersame Weise das Bier und das Schweinefleisch, die bei Piasts Festmahl serviert wurden, und bestätigten die neue Dynastie von Piast, die mit einem Sohn Siemowit begann.
Laut der Chronik von Jan Długosz wurde Piast hingegen auf einer Versammlung von freien Männern gewählt, um das Land zu führen, nachdem der böse Popiel abgesetzt worden war. Davor erschienen ihm zwei Pilger, die zuvor am königlichen Hof abgewiesen worden waren und nun Piast und seiner Frau Rzepicha segneten. Długosz gibt an, dass die beiden Pilger Johannes und Paul geheißen haben, wodurch heute Assoziationen zum polnischen Papst Johannes Paul II. geweckt werden. Auch bei Długosz beginnt danach mit Piasts Sohn Siemowit die neue Dynastie der Piasten.
Diese Szene ist auf mehreren polnischen Gemälden, z. B. einem Monumentalgemälde der polnischen Geschichte im Paulinerkloster von Tschenstochau, festgehalten. Piast soll mit Rzepka bzw. Rzepicha verheiratet gewesen sein, mit der er Siemowit gezeugt haben soll, seinen Sohn und Nachfolger.
Die Herkunft des Namens „Piast“ könnte auf die Tätigkeit als Rademacher hindeuten. Eine andere Erklärung knüpft an piastun, was übersetzt „Pfleger“, „Betreuer“, „Vormund“ bzw. piastować was „hegen“, „pflegen“ oder „betreuen“ bedeutet und vermutet, es habe sich bei der Familie des Piast um Inhaber eines erblichen Amtes, ähnlich dem Hausmeieramt der späteren Karolinger am merowingischen Hof im Frankenreich gehandelt.
Bis zur Epoche der Aufklärung wurde Piast, wie auch seine ersten Nachkommen und eine sehr lange Reihe von Vorgängern, als historische Gestalt behandelt. Als einer der ersten Historiker bezweifelte Adam Naruszewicz die historische Existenz eines „Piasts“, als Gründer und Stammvater der Dynastie der Piasten.
Der erste in Quellen „fassbare“ Herrscher Polens war Mieszko I. (reg. 960–992).